# لي تان بنه
لي تان بنه (بالفيتنامية: Lê Thanh Bình)‏ هو لاعب كرة قدم فيتنامي في مركز الهجوم، ولد في 8 أغسطس 1995 في تانه هوا في فيتنام. شارك مع منتخب فيتنام تحت 23 سنة لكرة القدم. أما مع النوادي، فقد لعب مع Thanh Hóa FC (1962) ‏.

## وصلات خارجية
- لي تان بنه على موقع قاعدة بيانات كرة القدم.إي يو (الإنجليزية)
- لي تان بنه على موقع Soccerway.com (الإنجليزية)